# Theophilos Kaïris

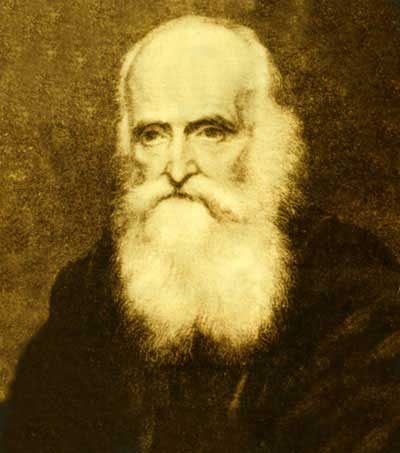
Theophilos Kaïris (1784–1853)

Theophilos Kaïris (eigentlich: Thomas Kaïris, griechisch Θεόφιλος Καΐρης; * 1784 auf Andros; † 13. Januar 1853 auf Syros) war ein griechischer Philosoph und Revolutionär.

## Leben
Theophilos Kaïris besuchte die Grundschule auf seiner heimatlichen Kykladen-Insel Andros und studierte dann an der theologischen Schule von Smyrna. Er wurde 1801 oder 1802 als griechisch-orthodoxer Diakon geweiht und änderte aus diesem Anlass seinen Vornamen von Thomas zu Theophilos. Er studierte an der Schule in Kydonies, Kleinasien, zeitgleich mit Benjamin von Lesbos, der ihn in die zeitgenössische Wissenschaft und in griechische Interpretationen der Naturwissenschaften einführte und später Mitglied des 1814 in Odessa gegründeten Geheimbundes Filiki Eteria wurde. 1803 unternahm er mit Benjamin von Lesbos eine Reise nach Westeuropa, wo er in der Schweiz Johann Heinrich Pestalozzi begegnete, und studierte anschließend in Pisa und Paris Mathematik, Naturwissenschaften und Philosophie. Dort adaptierte er die Ideen der Aufklärung und begegnete Bischof Frayssinous und dem Gelehrten Adamantios Korais. 1819 trat er in die Filiki Eteria ein. Am 18. Mai 1821 hielt Kaïris vor der Kirche des heiligen Georg auf seiner Heimatinsel sowie anschließend auch auf den Inseln Hydra und Psara flammende Reden, bei denen er die Bevölkerung für den Aufstand gegen die osmanische Herrschaft begeisterte. 1822 erlitt er im Laufe der Freiheitskämpfe eine Beinverletzung, von der er sich bis zu seinem Lebensende nicht vollständig erholen konnte.
1833 wurde Kaïris zum Priester geweiht. 1835 eröffnete er auf seiner Heimatinsel Andros eine vielbeachtete gemeinnützige Schule unter dem Namen Orphanotropheio (Waisenhaus), die nach seiner Verhaftung 1839 auf die Insel Paros verlegt wurde. Er sprach Altgriechisch, Latein, Italienisch, Französisch, Deutsch und Englisch und beschäftigte sich auch mit der Archäologie und der Botanik, beides im Zusammenhang mit Andros.
Ausgehend von Grundsätzen der Theophilanthropie der Französischen Revolution entwickelte er den Kult der Theosebie. Dazu erstellte er, beeinflusst vom Französischen Revolutionskalender, einen eigenen neuen Kalender, in dem das Jahr 1801 als Jahr 1 festgelegt wurde. Das Jahr in diesem Kalender umfasste 12 Monate zu je 30 Tagen, die anstelle von Wochen in drei Dekaden eingeteilt waren; die letzten fünf Jahrestage wurden separat geführt und als Epakten bezeichnet. Für die Monatsbezeichnungen wählte Kaïris Begriffe, die dem altgriechischen dorischen Dialekt entlehnt waren. Sämtliche christlichen Feste schaffte er ab, sowie auch den Sonntag (griechisch: Κυριακή, „Tag des Herrn“), der durch einen einfachen „zehnten“ (Tag) ersetzt wurde. Dieser Kalender hatte jedoch nur geringen Einfluss, der sich hauptsächlich auf seine Heimatinsel Andros, die nachbarliche Kykladen-Insel Syros und einige Mitglieder der griechischen Diaspora in verschiedenen europäischen Ländern beschränkte. Wegen seiner Aktivitäten im Bereich der Theosebie wurde Kaïris von der griechisch-orthodoxen Kirche exkommuniziert. Auch mit dem von den europäischen Großmächten eingesetzten König Otto kam er in Konflikt, obwohl ihm der König eine Position als Direktor der Universität Athen und den Erlöser-Orden in Gold angeboten hatte, was Kaïris in beiden Fällen zurückwies.
1839 strengte die griechisch-orthodoxe Kirche einen ersten Prozess gegen Kaïris an. Er wurde in verschiedene Klöster auf Ägina, Skiathos und Santorin verbannt und mit dem Anathema belegt. Nachdem ihm erlaubt wurde, Griechenland zu verlassen, gelangte er mit dem Schiff nach Konstantinopel und ging ins Exil nach Paris und London, wo er zwei Jahre bei gleichgesinnten griechischen Gönnern verbrachte.
Nach dem Staatsstreich 1843 wurde eine Verfassung errichtet. Ioannis Kolettis, ein Studienfreund aus Pisa, war nun griechischer Ministerpräsident geworden und führte ein Gesetz zur Garantie der Gewissensfreiheit ein, das Kaïris die Rückkehr nach Griechenland ermöglichte.
Nach dem Tode von Kolettis 1847 verlor Kaïris seinen wichtigsten Fürsprecher. In einer Pressekampagne, die in den Zeitungen Αἰών (Das Jahrhundert) und Ἁθηνᾶ (Athen) ausgefochten wurde, wurde er als Gefahr für die Jugend bzw. als neuer Sokrates dargestellt. Seine Gegner strengten einen neuen Prozess gegen ihn wegen Proselytismus an, worauf er am 21. Dezember 1852 von einem Zivilgericht in Ermoupoli, dem Hauptort der Insel Syros, zu einer Buße von 150 Drachmen und einer Haftstrafe von zwei Jahren und zehn Tagen verurteilt wurde. Zehn Tage später starb er, von Krankheit gezeichnet, eines natürlichen Todes.
Am 19. Januar 1853 wurde er vom Areopag, dem Obersten Gerichtshof Griechenlands, rehabilitiert. Gegen Ende des 19. Jahrhunderts schrieb der Dichter Kostis Palamas Verse zu seinen Ehren.
Evanthia Kaïri (1799–1866), die Schwester von Theophilos, war eine bekannte Schriftstellerin.